# Aristiopsis uncinata
Aristiopsis uncinata är en kräftdjursart. Aristiopsis uncinata ingår i släktet Aristiopsis och familjen Lysianassidae. Inga underarter finns listade i Catalogue of Life.